# Mantius
Mantius Thorell, 1891 è un genere di ragni appartenente alla famiglia Salticidae.

## Caratteristiche
Non vi sono informazioni recenti sulle cinque specie di questo genere; i caratteri distintivi lo portano ad essere molto vicino al genere Ptocasius.
Le femmine variano in dimensione da 5 ad 8 millimetri, i maschi sono leggermente più grandi; il cefalotorace è di color bruno rossastro scuro. L'opistosoma è bruno-giallastro, di forma ovale e ricoperto di peli bianchicci. Le zampe sono bruno-giallastre, al di fuori del primo paio che è di colore bruno-rossastro.

## Distribuzione
Le cinque specie oggi note di questo genere sono tutte indonesiane; in particolare 2 sono state rinvenute nel Borneo e le altre tre, rispettivamente, in Malaysia, Giava e Sumatra.

## Tassonomia
A dicembre 2010, si compone di cinque specie:
- Mantius armipotens Peckham & Peckham, 1907 — Borneo
- Mantius difficilis Peckham & Peckham, 1907 — Borneo
- Mantius frontosus (Simon, 1899) — Giava
- Mantius ravidus (Simon, 1899) — Sumatra
- Mantius russatus Thorell, 1891[3] — Malaysia